# Lepersonnit-(Gd)
Lepersonnit-(Gd) (ehemals Lepersonnit) ist ein sehr selten vorkommendes Mineral aus der Mineralklasse der „Carbonate und Nitrate“ mit der chemischen Zusammensetzung CaGd2(UO2)24(CO3)8Si4O28·60H2O und damit ein wasserhaltiges Calcium-Gadolinium-Uranyl-Carbonat mit zusätzlichen Silikatkomplexen.
Lepersonnit-(Gd) kristallisiert im orthorhombischen Kristallsystem und entwickelt warzenförmige Krusten und einzelne Kügelchen, die aus nadelförmigen Kristallen zusammengesetzt sind. Das durchsichtige bis durchscheinende Mineral ist von leuchtend gelber Farbe und zeigt auf den Kristalloberflächen einen glasähnlichen Glanz. Als eigenfarbiges (idiochromatisches) Mineral ist die Strichfarbe von Lepersonnit-(Gd) ebenfalls gelb, allerdings etwas blasser und heller.

## Etymologie und Geschichte
Entdeckt wurde Lepersonnit zusammen mit Bijvoetit (heute: Bijvoetit-(Y)) in Mineralproben aus der Shinkolobwe-Mine in der in der Provinz Katanga der Demokratischen Republik Kongo. Analysiert und erstbeschrieben wurde das Mineral durch Michel Deliens und Paul Piret, die es nach Jacques Lepersonne (1909–1997), dem ehrenamtlichen Leiter der Abteilung für Geologie und Mineralogie des Koninklijk Museum voor Midden-Afrika in Tervuren (Belgien), benannten.
Deliens und Piret sandten ihre Untersuchungsergebnisse und den gewählten Namen 1981 zur Prüfung an die International Mineralogical Association (interne Eingangsnummer der IMA: 1981-036), die den Lepersonnit als eigenständige Mineralart anerkannte. 1987 wurden spezifizierte Regeln zum Verfahren unter Beteiligung der IMA-Kommission für neue Mineralien und Mineralnamen und Leitlinien für die Mineraliennomenklatur publiziert. In diesem Zusammenhang erhielten zahlreiche Minerale einen an die chemische Zusammensetzung angepassten Mineralnamen mit einem Suffix des jeweils dominanten Seltenerdelements. Entsprechend wurde Lepersonnit wurde in Lepersonnit-(Gd) und Bijvoetit in Bijvoetit-(Y) umbenannt. Beide nach Umbenennung neu anerkannten Minerale werden seitdem in der „Liste der Minerale und Mineralnamen“ der IMA unter der Summenanerkennung „1987 s.p.“ (special procedure) geführt.
Das Typmaterial Lepersonnit-(Gd) wird im Königlichen Museum für Zentral-Afrika (französisch Musée royal de l’Afrique central, MRAC; niederländisch Koniklijk Museum voor Midden-Afrika, KMMA) in der belgischen Gemeinde Tervuren unter den Katalognummern RGM13781, RGM2696 und RGM13250 sowie im National Museum of Natural History (NMNH) in  Washington, D.C. unter der Katalognummer 150228 aufbewahrt. Teilweise werden diese Aufbewahrungsorte auch durch den Typmineralkatalog der IMA bestätigt.

## Klassifikation
Da der Lepersonnit-(Gd) erst 1981 als eigenständiges Mineral anerkannt wurde, ist er in der letztmalig 1977 überarbeiteten 8. Auflage der Mineralsystematik nach Strunz noch nicht verzeichnet.
In der zuletzt 2018 überarbeiteten Lapis-Systematik nach Stefan Weiß, die formal auf der alten Systematik von Karl Hugo Strunz in der 8. Auflage basiert, erhielt das Mineral die System- und Mineralnummer VIII/B.38-010. Dies entspricht der Klasse der „Silikate“ und dort der Abteilung „Inselsilikate mit tetraederfremden Anionen“, wo Lepersonnit-(Gd) als einziges Mitglied eine unbenannte Gruppe mit der Systemnummer VIII/B.38 bildet.
Die von der IMA zuletzt 2009 aktualisierte 9. Auflage der Strunz’schen Mineralsystematik ordnet den Lepersonnit-(Gd) in die erweiterte Klasse der „Silikate und Germanate“ und dort in die Abteilung der „Uranylcarbonate“ ein. Diese ist weiter unterteilt nach dem Stoffmengenverhältnis von Uranyl- (UO2) zu Carbonatkomplexen (CO3) oder der Anwesenheit zusätzlicher Anionen. Das Mineral ist hier entsprechend seiner Zusammensetzung in der Unterabteilung „Mit SO4 oder SiO4“ zu finden, wo es als einziges Mitglied eine unbenannte Gruppe mit der Systemnummer 5.EG.10: bildet.
In der vorwiegend im englischen Sprachraum gebräuchlichen Systematik der Minerale nach Dana hat Lepersonnit-(Gd) die System- und Mineralnummer 17.01.12.01. Dies entspricht der Klasse der „Carbonate, Nitrate und Borate“ und dort der Abteilung „Zusammengesetzte Carbonate“, wo das Mineral als einziges Mitglied in einer unbenannte Gruppe mit der Systemnummer 17.01.12 innerhalb der Unterabteilung „Zusammengesetzte Carbonate mit verschiedenen Formeln“ zu finden ist.

## Kristallstruktur
Lepersonnit-(Gd) kristallisiert im orthorhombischen Kristallsystem mit der Raumgruppe Pnnm (Raumgruppen-Nr. 58) oder Pnn2 (Nr. 34), den Gitterparametern a = 16,23 Å, b = 38,74 Å und c = 11,73 Å, sowie zwei Formeleinheiten pro Elementarzelle.

## Eigenschaften
Durch seinen Urangehalt von bis zu 64 % ist das Mineral zudem radioaktiv. Unter Berücksichtigung der natürlichen Zerfallsreihen bzw. vorhandener Zerfallsprodukte wird die spezifische Aktivität mit 114,61 kBq/g angegeben (zum Vergleich: natürliches Kalium 31,2 Bq/g). Lepersonnit-(Gd) ist das einzige bekannte Mineral, in dem Gadolinium das Seltenerdmetall mit dem höchsten Anteil ist. Daneben enthält es größere Anteile Dysprosium und Yttrium sowie etwas Terbium.

## Bildung und Fundorte
Lepersonnit-(Gd) bildet sich im unteren Bereich der Oxidationszone über uranhaltigem Dolomit. Es ist vergesellschaftet mit Bijvoetit, Sklodowskit, Curit, Uranophan, Becquerelit, Rutherfordin und Studtit.
Es ist bislang nur ein Fundort, die Typlokalität Shinkolobwe in der Demokratischen Republik Kongo bekannt (Stand 2024).

## Vorsichtsmaßnahmen
Aufgrund der Toxizität und der starken Radioaktivität des Minerals sollten Mineralproben vom Lepersonnit-(Gd) nur in staub- und strahlungsdichten Behältern, vor allem aber niemals in Wohn-, Schlaf- und Arbeitsräumen, aufbewahrt werden. Ebenso sollten eine Aufnahme in den Körper (Inkorporation, Ingestion) auf jeden Fall verhindert und zur Sicherheit direkter Körperkontakt vermieden sowie beim Umgang mit dem Mineral Atemschutzmaske und Handschuhe getragen werden.